# François de L'Averdy
Clément Charles François de L'Averdy, marquis de Gambais, né à Paris le 4 novembre 1724 et mort à Paris le 24 novembre 1793 (4 frimaire an II), est un magistrat et homme politique français.
Conseiller au Parlement de Paris, il est notamment, de 1763 à 1768, contrôleur général des finances de Louis XV.

## Biographie

### Homme politique
Issu de la famille de L'Averdy, anoblie en 1574, il est le fils de Clément François de L'Averdy, écuyer, avocat au Parlement, jurisconsulte, et de Elisabeth Jeanne Mathieu.
François de L'Averdy est nommé conseiller au Parlement de Paris en 1743 et siège à la première chambre des enquêtes. En 1765, il est nommé conseiller honoraire. Janséniste notoire, Laverdy se rend populaire grâce à sa lutte contre les Jésuites. Sa nomination comme contrôleur général des finances le 14 décembre 1763, alors qu'il ne connait rien aux finances, est avant tout une victoire des Parlements. L'Averdy doit néanmoins rester cinq ans dans ce ministère, et tenter des réformes courageuses, concernant en particulier les fermiers généraux.
« Avec de respectables qualités personnelles, note Michel Antoine, Laverdy était aussi peu apte que possible à être contrôleur général. Il ne connaissait ni les finances, ni l'administration, ni la cour, et était dénué non seulement de connaissances administratives, mais du moindre instinct gouvernemental. Un de ses nombreux défauts était une humilité exagérée qui, jointe à une ingénuité déconcertante, lui faisait clamer son ignorance complète du département qu'on lui avait confié. Affolé, noyé dans ses dossiers, courant d'une affaire à l'autre, changeant d'avis, se répandant en aveux d'inexpérience et en protestations de bonne volonté, il n'en imposa à personne, pas même à ses anciens collègues des parlements, dont il découvrait avec stupeur la nocivité et à qui il ne savait répondre que par des objurgations timides et des supplications éplorées (P. Gaxotte). La solidité et la compétence de l'équipe formée par les intendants des finances pallièrent dans la mesure du possible l'impéritie du maître. D'autre part, l'intimité de Choiseul avec Laborde, banquier de la cour, procura des secours au Trésor, en même temps qu'elle lui donnait barre sur L'Averdy. »
Choiseul et L'Averdy décident de mettre en application les théories des Physiocrates qui préconisent la liberté du commerce des grains. En juillet 1764, ils suppriment toute entrave au commerce des grains. Les belles récoltes et les bas prix des années 1760-1763 incitent à l'optimisme, mais, dès 1764, la production agricole connut une situation difficile et la spéculation fait rage, faisant s'envoler les prix. Pour tenter de résoudre la crise, L'Averdy s'appui sur un boulanger entreprenant du nom de Malisset, à qui la monarchie a déjà fait appel à plusieurs reprises, depuis 1748, dans de semblables circonstances.
En août 1765, le contrôleur général passe un contrat avec lui et Malisset forme une compagnie pour l'assister dans son exécution. C'est le début d'une campagne de rumeurs accusant les ministres, et jusqu'au roi lui-même, d'avoir pris part à un « pacte de famine » pour affamer le peuple en spéculant sur le prix des grains. Des révoltes éclatèrent dans des dizaines de villes. L'Averdy est renvoyé à la fin de septembre 1768.
Une autre réforme de L'Averdy, par deux édits royaux de 1764 et 1765, abolit les charges viagères des municipalités pour les rendre temporaires et électives. Mais cette réforme est révoquée par l'édit de novembre 1771 qui rétablit la vénalité des offices pour les charges municipales, de nouveau vendues à titre viager au profit du Trésor royal.
En 1765, L'Averdy fait l'acquisition du château de Neuville à Gambais (actuel département des Yvelines) et, en 1768, reçoit du roi Louis XV, la propriété du Petit hôtel de Conti, qui porte dorénavant son nom.
En 1766, il est fait gouverneur et lieutenant du Roi de Houdan.
L'Averdy est arrêté sous la Terreur, et accusé d'avoir, sous son administration, contribué à l'établissement d'un pacte de famine. Il est condamné à mort et guillotiné. Il fut inhumé au cimetière de la Madeleine, à Paris.

### L'érudit
L'Averdy est élu membre de l'Académie des inscriptions et belles-lettres en 1764. Après avoir quitté son poste de contrôleur général des finances, il s'occupe à rechercher activement les manuscrits du procès de Jeanne d'Arc et en trouve vingt-huit en 1787, mettant au jour les manuscrits dits « d'Urfé » (B.N. lat. 8 838) et le manuscrit d'Orléans (ms. 518), inconnus jusqu'alors.
Il publie ses découvertes en 1790 dans le tome 3 des Notices et extraits des manuscrits du Roy, publiés par l'Académie des Inscriptions et Belles-Lettres.

### Mariage et descendance
Il épouse par contrat du 23 août 1751 Catherine Elisabeth Devin (Paris, 17 juin 1733 - 22 décembre 1809), fille de Jacques René Devin, marchand drapier, consul des marchands, administrateur de l'Hôpital général, puis, écuyer, conseiller-secrétaire du Roi, Maison et couronne de France en la grande chancellerie (1760), seigneur de Fontenay aux Roses, directeur de la Caisse d'escompte (1767), dont le portrait fut peint en 1743 par Hyacinthe Rigaud, et de Marguerite Catherine Le Couteulx. Dont :
- Catherine Elisabeth de L'Averdy (Paris, paroisse Saint Jean en Grêve, 22 décembre 1753 - 1822), mariée le 2 mai 1770 avec Arnaud Barthelemy    de Labriffe, mestre de camp (1744-1776), dont postérité, notamment Pierre Arnauld de Labriffe ;
- Clément Pierre de L'Averdy (Paris, paroisse Saint Jean en Grêve, 11 janvier 1756)
- Paule Mélanie de L'Averdy (Paris, paroisse Saint Jean en Grêve, 21 décembre 1758 - Paris, 12 octobre 1796), mariée le 12 août 1776 avec Rogatien de Sesmaisons, lieutenant général des armées du Roi (1814), grand-croix de l'ordre royal et militaire de Saint-Louis (1751-1830), dont postérité, notamment Humbert de Sesmaisons ;
- Clément Henri de L'Averdy (Paris, paroisse Saint Roch, 29 mars 1764 - Ibid, 19 décembre 1765) ;
- Angélique de L'Averdy (Paris, paroisse Saint-Roch, 9 mai 1767 - Saint Martin du Vivier, 14 octobre 1843), mariée le 19 février 1783 avec Louis  Pierre François Godart de Belbeuf, marquis de Belbeuf, avocat général au Parlement de Normandie, député de la Noblesse de Rouen aux Etats-généraux de 1789 (1757-1832), dont postérité ;
- Elisabeth de L'Averdy (Paris, paroisse Saint-Roch, 9 mai 1767)[7]